# Castle-Rock-Zyklus
Der Castle-Rock-Zyklus bezeichnet die Zusammenhänge mehrerer Romane und Kurzgeschichten des Schriftstellers Stephen King, die allesamt in der fiktiven Kleinstadt Castle Rock spielen. Die im US-Bundesstaat Maine gelegene Stadt ersann der Horrorschriftsteller für sein ehrgeizigstes Projekt neben dem Werk Der Dunkle Turm.

## Die Stadt

### Geographie

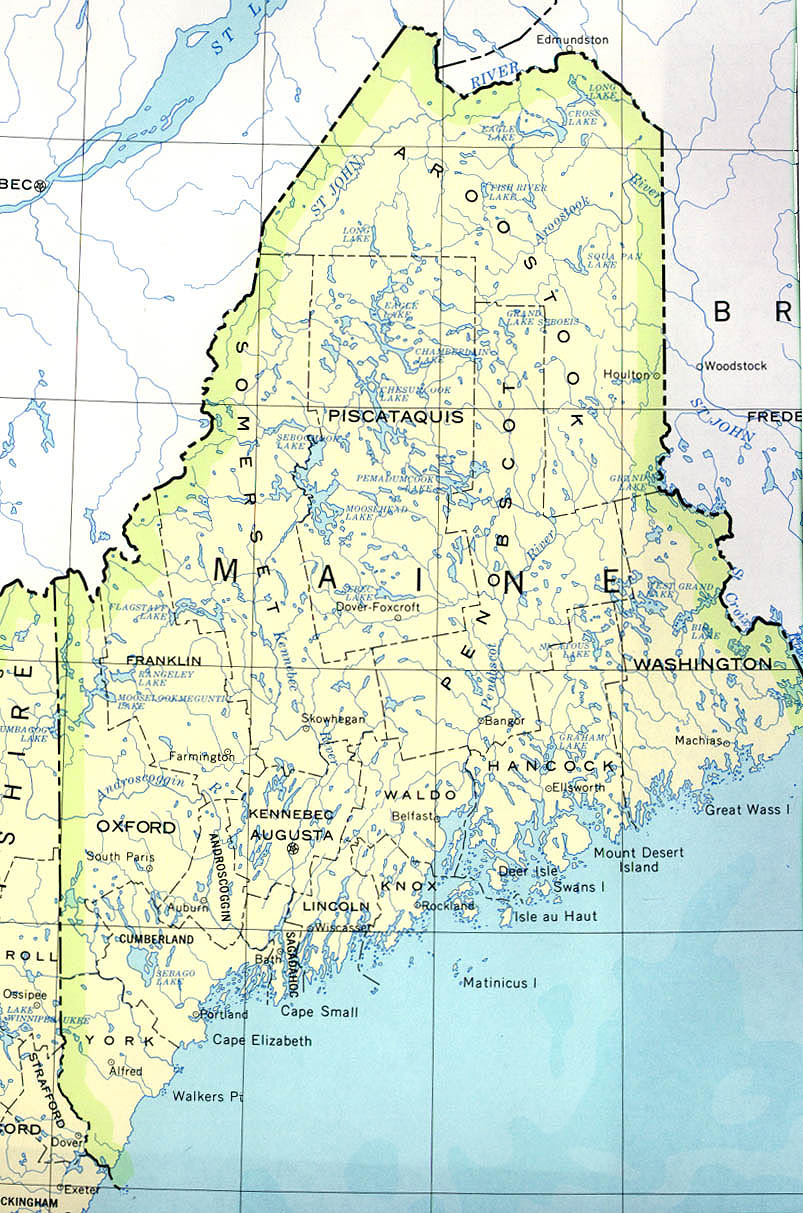
Karte Maines inkl. Countys

Eine genaue geographische Lage der idyllischen Kleinstadt hat Stephen King nie angegeben. Zumindest eine geographische Nähe zur tatsächlich existierenden Stadt Bangor (Maine) ist Bestandteil der Romane um Castle Rock, ferner findet die Stadt Portland immer wieder Erwähnung. Dem Roman „Needful Things - In einer kleinen Stadt“ zufolge liegt Castle Rock im Westen von Maine. Der Kurzgeschichte „Zeitraffer“ zufolge liegt die Stadt 50 Meilen südlich von Portland.
Immer wieder wird auf das ebenfalls fiktive kleine neuenglische Städtchen Ludlow Bezug genommen (nicht zu verwechseln mit der englischen Stadt Ludlow). Ludlow selbst liegt den Romanen zufolge in unmittelbarer Nähe zu Castle Rock und gehört dem Roman „Friedhof der Kuscheltiere“ zufolge sogar dem Regierungsbezirk von Castle Rock an. Auch der Schriftsteller Thad Beaumont, Hauptfigur des Romans „Stark – The Dark Half“, wohnt in Ludlow und unterhält gemeinsam mit seiner Frau Liz ein Sommerhaus am Ufer des Castle Lake nahe der Kleinstadt.

### Sehenswürdigkeiten Castle Rocks
Castle Rock gehört dem Regierungsbezirk Castle Rock County an, zu dem auch der Dark Score Lake, ein beliebter Touristensee unweit der Stadt, gehört. Ebenfalls in der Nähe von Castle Rock befindet sich der See Lake Kashwakamak, auf dem nahegelegenen Castle Hill findet sich der besonders bei den Sommergästen Castle Rocks beliebte Castle View-Aussichtspunkt.
Castle Rock kann durchaus als grüne Stadt bezeichnet werden, am Castle Stream in der Nähe einer alten Sägemühle befindet sich einer der zwei städtischen Parks. Der zweite Park findet sich an den Castle Falls, einem kleinen Wasserfall, der besonders zu romantischen Ausflügen einlädt. An der zwischen Castle Rock und der fiktiven Stadt Harlow verlaufenden Eisenbahnbrücke liegt einer der zwei Sportplätze des Ortes. Zur Stadt gehören drei Friedhöfe. Komplettiert wird das Stadtbild durch das Geschäftsviertel, in dem Geschäfte und Restaurants, das Büro des Sheriffs und das Rathaus, in dem der Stadtrat – unter Vorsitz von Dan „Buster“ Keeton – seinen Sitz hat. Wie in anderen US-amerikanischen Kleinstädten üblich ist das Stadtbild durch Einfamilienhäuser geprägt.

## Castle-Rock-Zyklus

### Über den Zyklus

Neuengland

Wie auch im Großteil der meisten anderen Romane des Autors King findet die Handlung des Castle-Rock-Zyklus im Großraum Neuengland statt; so ist Castle Rock nicht ausschließlich Mittelpunkt der Handlung, wie beispielsweise in dem Roman „Stark – The Dark Half“, in dem Castle Rock erst im letzten Drittel des Buchs zum Handlungsort auserkoren wird.
Der Castle-Rock-Zyklus umfasst zwölf Bücher, er setzt sich aus sechs Romanen und sechs Kurzgeschichten zusammen. Die beiden Romane „Sara“ und „Das Spiel“ werden dem Castle-Rock-Zyklus dem „Großen Lexikon über Stephen King“ zufolge nur indirekt zugeordnet, da zwar Figuren aus Castle Rock in ihnen auftauchen, die Stadt selbst aber keine Rolle spielt.
In richtiger chronologischer Reihenfolge gelesen, erzählen die Bücher das Schicksal der Kleinstadt Castle Rock. Die jeweiligen Romane oder Kurzgeschichten bilden in sich selbst geschlossene Werke, die auch in weiteren Büchern des Autors Stephen King zitiert werden, so zum Beispiel in „Es“.
Als reine Horrorliteratur können die Castle-Rock-Werke indes nicht abgetan werden. Sie bewegen sich zwischen den Genres Fantasy, Horror und Erzählungen. Am ehesten treffend erscheint daher die Einordnung zwischen Fantasy und Horror, da sich die Romane gängiger Fantasyelemente (unheimliche und übersinnliche Geschehnisse) bedienen, die mit typischen Horrorelementen des Autors Stephen King vermengt werden. Der Erzählrhythmus und die sprachliche Prägung entsprechen der typischen King'schen Schreibweise.
Den Zyklus selbst hatte King nach der Veröffentlichung des Romans „Needful Things – In einer kleinen Stadt“ für beendet erklärt, erweiterte ihn jedoch um weitere Kurzgeschichten und den 1998 erschienenen Roman „Sara“, in dem ein Teil der Handlung am eingangs erwähnten Dark Score Lake stattfindet.
Überraschenderweise jedoch kehrt der King-Fan in dessen 2006 erschienenem Buch „Love“ (Lisey’s Story) nach Castle Rock zurück und durchquert sogar einmal Derry, die Stadt, die einst in "Es" vom Bösen heimgesucht wurde. In „Love“ geht es allerdings nicht um die Bürger von Castle Rock an sich, sondern um Lisey, die Witwe eines verstorbenen Bestsellerautors, die dessen Geheimnissen auf die Spur kommt. So trifft man dennoch einige Polizisten wieder, die in „In einer kleinen Stadt“ einige Nebenrollen hatten, wie z. B. Andy Clutterbuck oder Deputy Joe Alston.

### Handlung und Gesellschaftskritik
Die Handlung selbst folgt dem von Stephen King selbst gewählten Credo: „Guten Menschen passieren böse Dinge, weil das Leben einfach so ist“. Castle Rock selbst ist die von Stephen King gezeichnete Variante der typischen US-amerikanischen Mittelschicht in den ländlichen Vororten und bietet dem Schriftsteller eine eigene gesellschaftskritische Sichtweise, verpackt in typische Horrorstilelemente. Der Roman „Cujo“ kann als King'sche Adaption der Parabel angesehen werden.

### Die Protagonisten
Die Protagonisten der verschiedenen Castle-Rock-Bücher tauchen immer wieder in Querverweisen oder Parallelgeschehnissen auf. In dem abschließenden Roman „Needful Things – In einer kleinen Stadt“ verdichtet King den Plot und lässt alle verbliebenen Protagonisten nochmals auftreten. So betrachtet King im Rahmen der Werke unterschiedlichste Archetypen, in denen sich der Leser leicht wiederfinden kann, wie beispielsweise den gemütlichen Sheriff Bannermann, den spielsüchtigen und jähzornigen Stadtratsvorsitzenden Keeton oder den leicht minderbemittelten Hilfssheriff Norris Ridgewick.
Am Beispiel des Sheriffs der kleinen Stadt lässt sich dies konkret aufzeigen. So leitet Bannermann die Amtsgeschäfte während des Romans „The Dead Zone - Das Attentat“ und übersteht diese mit der nötigen Prise Glück, um wenig später im Roman um den tollwütigen Bernhardiner Cujo sein Leben zu lassen und durch den agileren Sheriff Alan Pangborn ersetzt zu werden, der die Amtsgeschäfte bis zu dem Roman „Needful Things – In einer kleinen Stadt“ führt. In „Love“, dem bisher neuesten in der Gegend von Castle Rock angesiedelten Roman, ist Norris Ridgewick Sheriff und wird von Deputy Andy Clutterbuck vertreten, da man erfährt, dass Ridgewick zur Zeit des Romans in den Flitterwochen ist. In Kings Roman „Das Spiel“ gibt es bereits Verweise darauf, dass Ridgewick das Sheriff's Office in Castle Rock übernommen hat.
Die Figur des Sheriffs Alan Pangborn dürfte indes im absoluten Mittelpunkt des Castle-Rock-Zyklus stehen. In „Stark – The Dark Half“ als sehr bodenständig eingeführt, verliert er später seine Frau Annie und seinen Sohn Todd bei einem Autounfall, um schließlich neu erstarkt in „Needful Things“ – auch durch eine neu entdeckte Liebe zu Polly Chalmers – dem personifizierten Bösen in Form des galanten Geschäftsmanns Lelant Gaunt entgegenzutreten.
Pangborn selbst versucht auf alle notwendigen Fragen rationale Lösungen zu finden, muss sich aber in der Folge mehrfach von der Existenz des Übersinnlichen überzeugen lassen, beispielsweise durch den leibhaftig gewordenen George Stark (Alter Ego des Schriftstellers Thad Beaumont) oder den Sun Dog, der nur mit Mühe mit einer Polaroid-Kamera gefangen werden kann.

## Kurioses
Titelgebend war der Ort schließlich auch für das Castle Rock Magazine, eine vom Schwager des Schriftstellers, Christopher Spruce, gegründete amerikanische Fanzeitung. Ursprünglich als sechsseitige „Zeitung in Briefformat“ gegründet, avancierte die Fanzeitung schnell zu einer monatlich gedruckten Zeitung mit Fotos, Zeichnungen und regelmäßigen Beiträgen von King selbst. Bis zu ihrer Einstellung im Dezember 1989 erreichte die Zeitschrift schnell eine Auflage von 5.000 Stück, weswegen sie heute zu den heißbegehrten Sammlerobjekten unter US-amerikanischen King-Fans zählt.
Nachdem die stark autobiographisch gefärbte Kurzgeschichte „Die Leiche“ unter dem Titel Stand by Me – Das Geheimnis eines Sommers von Rob Reiner mit River Phoenix, Corey Feldman, Wil Wheaton und Jerry O’Connell sowie Kiefer Sutherland als Ace Merrill in den Hauptrollen erfolgreich verfilmt wurde, gründete der Regisseur die Filmproduktionsgesellschaft Castle Rock Entertainment, die eine Vielzahl weiterer King-Romane filmisch umsetzte, wie beispielsweise den mit einem Oscar prämierten Thriller „Misery“.
Eine auf der Grundlage des Buches „Dead Zone – Das Attentat“ konzipierte Serie mit dem einfachen Titel „Dead Zone“ wurde von 2002 bis 2007 in den USA ausgestrahlt, die deutsche Erstausstrahlung der Serie erfolgte im Februar 2005 durch den Pay-TV-Kanal Premiere in dessen Spartenprogramm „Sci-Fi Channel“, die Free-TV-Erstausstrahlung in Deutschland erfolgte im Spätsommer 2005 durch den Sender RTL II.
Neben Stephen King verwendete der Autor Richard Chizmar in seinem Roman „Gwendys Zauberfeder“, einer Fortsetzung der gemeinsam geschriebenen Novelle „Gwendys Wunschkasten“ Castle Rock ebenfalls als Handlungsort.

## Abgrenzung zum Dunklen-Turm-Zyklus
Im Gegensatz zum Dunklen Turm bilden die Romane des Castle-Rock-Zyklus abgeschlossene Werke, ausgenommen hierbei die Begleitwerke zum dunklen Turm (z. B. „Die Augen des Drachen“ oder „Insomnia“). Während sich der Dunkle-Turm-Zyklus zwischen Western, Fantasy und Science Fiction bewegt und nur stellenweise Horror-Elemente mit einfließen lässt, vereint der Castle-Rock-Zyklus eher Fantasy- und Horrorelemente in sich. Dreht sich die Handlung der Turm-Saga hauptsächlich um Roland Deschain von Gilead und seine Gefährten, enthält der Castle-Rock-Zyklus ungleich mehr Hauptfiguren.

## Werke in chronologischer Reihenfolge
- Die Leiche (The Body) (Novelle aus "Frühling, Sommer, Herbst und Tod") 1982, Heyne, ISBN 3-453-05618-3.
- The Dead Zone – Das Attentat (Roman) 1979, Heyne, ISBN 3-453-00704-2.
- Cujo (Roman) 1981, Lübbe, ISBN 3-404-26079-1.
- Stark – The Dark Half (Roman) 1989, Ullstein, ISBN 3-548-25748-8.
- Zeitraffer (The Sun Dog) (Kurzgeschichte aus "Nachts") 1990, Heyne, ISBN 3-453-09220-1.
- Needful Things – In einer kleinen Stadt (Roman) 1991, Heyne, ISBN 3-453-06131-4.
- Das Spiel (Roman) 1992, Ullstein, ISBN 3-548-25388-1.
- Sara (Roman) 1998, Heyne, ISBN 3-453-16081-9.
- Nona (Kurzgeschichte) (Kurzgeschichte aus "Blut" 1985, Heyne, ISBN 3-453-09936-2 od. "Der Gesang der Toten" 1986, Heyne, ISBN 3-453-02309-9)
- Onkel Ottos Lastwagen (Uncle Otto's Truck) (Kurzgeschichte aus "Blut" 1985, Heyne, ISBN 3-453-09936-2 oder "Der Gesang der Toten" 1986, Heyne, ISBN 3-453-02309-9)
- Mrs. Todds Abkürzung (Mrs. Todd's Shortcut) (Kurzgeschichte aus "Blut" oder "Der Gesang der Toten") 1985, Heyne, ISBN 3-453-02309-9)
- Es wächst einem über den Kopf (It Grows On You) (Kurzgeschichte aus "Albträume") 1993, Heyne, ISBN 3-453-50338-4.
- Love (Lisey's Story), Roman, 2006, Heyne, ISBN  978-3-453-26532-5.
- N. (Kurzgeschichte aus "Sunset"), 2008, Heyne, ISBN 978-3-453-26604-9.
- Premium Harmony (Kurzgeschichte aus "Basar der bösen Träume"), 2015, Heyne, ISBN 978-3-453-27023-7.
- Gwendys Wunschkasten (Gwendy's Button Box) (Novelle) 2017, Heyne, ISBN 978-3-453-43925-2.
- Erhebung (Elevation) (Novelle) 2018, Heyne, ISBN 978-3-453-27202-6.
- Richard Chizmar: Gwendys Zauberfeder (Gwendy's Magic Feather) 2019, Heyne, ISBN 978-3-453-27295-8.

## Filmografie (Auswahl)
- Dead Zone (1983)
- Cujo (1983)
- Stand by Me – Das Geheimnis eines Sommers (1986)
- Stephen Kings Stark (1993)
- Needful Things – In einer kleinen Stadt (1993)
- Dead Zone (Fernsehserie, 2002–2007)
- Der Nebel (2007)
- Das Spiel – Gerald’s Game (2017)
- Castle Rock (Fernsehserie, 2018–2020)